# Makonde

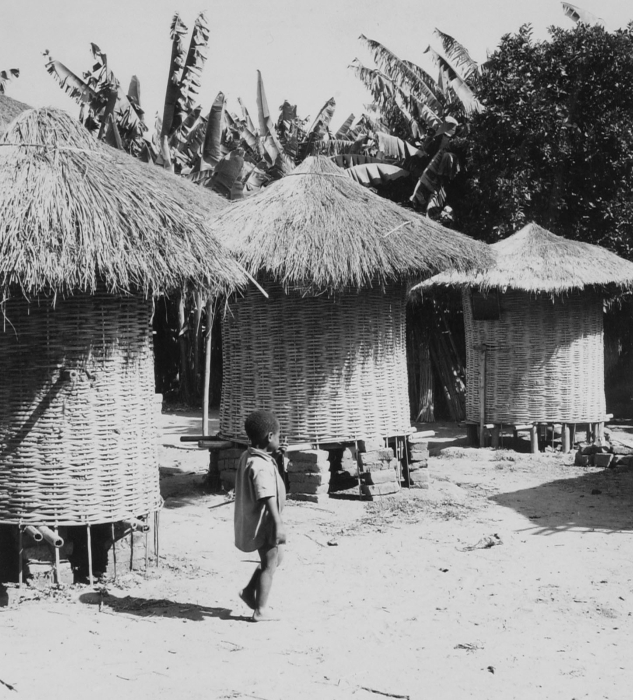
Poblat de parla makonde.

El makonde és la llengua parlada pela macondes, un grup ètnic del sud-est de Tanzània (regió de Mtwara) i del nord de Moçambic, a la província de Cabo Delgado. Makonde és una llengua bantu central i estretament relacionada amb el yao. Els dialectes matembwe i el mabiha (maviha) són divergents, i no tenen per què ser makonde.
Chikungunya, nom d'una febre viral transmesa pels mosquits, deriva de l'arrel verbal makonde kungunyala (que vol dir
"allò que es doble cap amunt", "arribar a ser retorçat," o "caminar ajupits") després que la malaltia va ser identificada per primera vegada a l'Altiplà Makonde. La derivació del terme s'atribueix erròniament al suahili.